# Festival cinematografico internazionale di Mosca 1991
La 17ª edizione del Festival cinematografico internazionale di Mosca si è svolta a Mosca dal 8 al 19 luglio 1991.
Il San Giorgio d'Oro fu assegnato al film sovietico Pegij pes, beguščij kraem morja diretto da Karen Gevorkyan.

## Giuria
- Oleg Jankovskij ( Unione Sovietica - Presidente della Giuria)
- Márta Mészáros ( Ungheria)
- Gabriele Rohrer-Kumlin ( Germania)
- Kang Soo-yeon ( Corea del Sud)
- Michèle Mercier ( Francia)
- Dušan Makavejev ( Jugoslavia)
- Luigi Magni ( Italia)
- Manuel Gutiérrez Aragón ( Spagna)

## Film in competizione
| Film                                                   | Regista                   | Nazione               |
| ------------------------------------------------------ | ------------------------- | --------------------- |
| Gluvi barut                                            | Bato Čengić               | Jugoslavia            |
| Conflitto di classe (Class Action)                     | Michael Apted             | USA                   |
| Itt a szabadság!                                       | Péter Vajda               | Ungheria              |
| The Doors                                              | Oliver Stone              | USA                   |
| La tarea                                               | Jaime Humberto Hermosillo | Messico               |
| Don Giovanni negli inferni (Don Juan en los infiernos) | Gonzalo Suárez            | Spagna                |
| Al-moaten Masry                                        | Salah Abu Seif            | Egitto                |
| Madame Bovary                                          | Claude Chabrol            | Francia               |
| Chujia nu                                              | Jin Wang                  | Cina                  |
| Father                                                 | John Power                | Australia             |
| Immer und ewig                                         | Samir                     | Svizzera              |
| Zakład                                                 | Teresa Kotlarczyk         | Polonia               |
| Pegij pes, beguščij kraem morja                        | Karen Gevorkyan           | URSS, Germania        |
| Verso sera                                             | Francesca Archibugi       | Italia, Francia       |
| Cheongsongeuro ganeun kil                              | Lee Doo-yong              | Corea del Sud         |
| Matti Manushulu                                        | B. Narsing Rao            | India                 |
| Romeo                                                  | Rita Horst                | Paesi Bassi           |
| The Garden                                             | Derek Jarman              | Regno Unito, Germania |
| Il perito (The Adjuster)                               | Atom Egoyan               | Canada                |
| Sukiny deti                                            | Leonid Filatov            | URSS                  |
| Das Heimweh des Walerjan Wróbel                        | Rolf Schübel              | Germania              |
| Finale di coppa (Gmar gavi'a)                          | Eran Riklis               | Israele               |

## Premi
- San Giorgio d'Oro: Pegij pes, beguščij kraem morja, regia di Karen Gevorkyan
- San Giorgio d'Argento Speciale: 
  - Il perito, regia di Atom Egoyan
  - Chujia nu, regia di Jin Wang
- San Giorgio d'Argento:
  - Attore: Mustafa Nadarević e Branislav Lečić per Gluvi barut
  - Attrice: Isabelle Huppert per Madame Bovary
- Menzione speciale: La tarea, regia di Jaime Humberto Hermosillo
- Premio FIPRESCI: Pegij pes, beguščij kraem morja, regia di Karen Gevorkyan
- Menzione speciale: L'intrusa, regia di Amir Karakulov (film fuori concorso)
- Premio della giuria ecumenica: Pegij pes, beguščij kraem morja, regia di Karen Gevorkyan
- Menzione speciale: Das Heimweh des Walerjan Wróbel, regia di Rolf Schübel